# Messe de Minuit

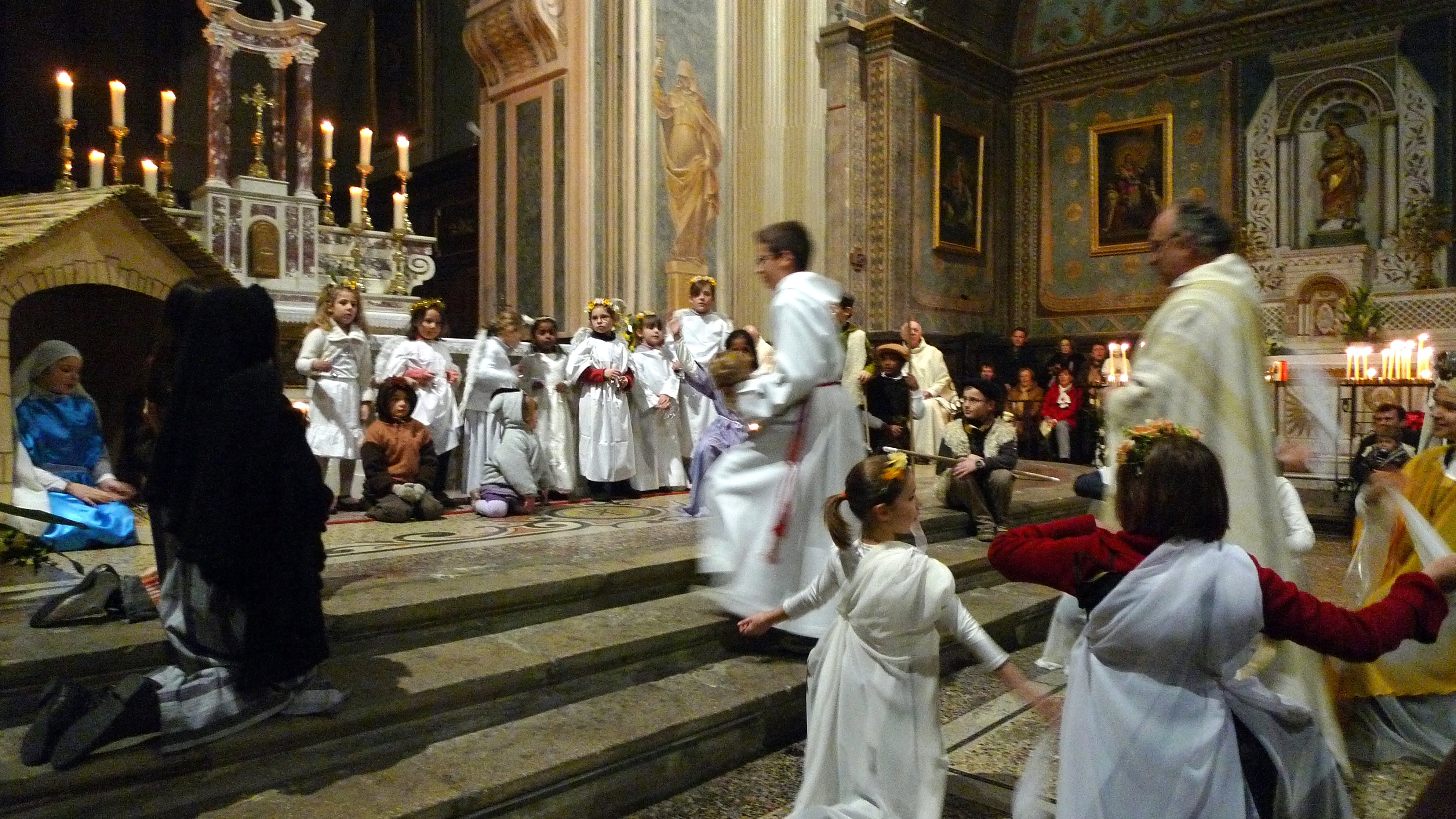
Début de la messe de Minuit après la Veillée de Noël à la cathédrale Notre-Dame-de-Nazareth d'Orange en 2009.

La messe de Minuit est la messe traditionnelle des catholiques qui précède le jour de Noël, lors de la Veillée de Noël.
Dans le calendrier liturgique catholique actuellement en vigueur, la dénomination exacte est « messe de la Nuit ». La formule « messe de Minuit » s'était imposée du fait de l'habitude de célébrer cette messe à minuit.
La messe de la Nuit est la deuxième messe du cycle des quatre messes prévues pour célébrer avec toute la solennité nécessaire l'un des deux événement  majeurs de l'année liturgique, soit la naissance de Jésus à Bethléem, traditionnellement nommée « Nativité ».
Les messes prévues en cette occasion sont :
- la messe de la Vigile de la Nativité du Seigneur, célébrée la veille après le coucher du soleil ;
- la messe de la Nuit, dite « messe de Minuit » ;
- la messe de l'Aurore, célébrée avant le lever du jour ;
- la messe du Jour (de Noël).

Cette messe de la Nuit est communément appelée « messe de Minuit », mais dans la majorité des paroisses françaises elle est célébrée habituellement en début de soirée (entre 18 h et 22 h). Chaque église organise sa messe de Minuit qui est généralement un succès populaire et attire de nombreux non-pratiquants,. 

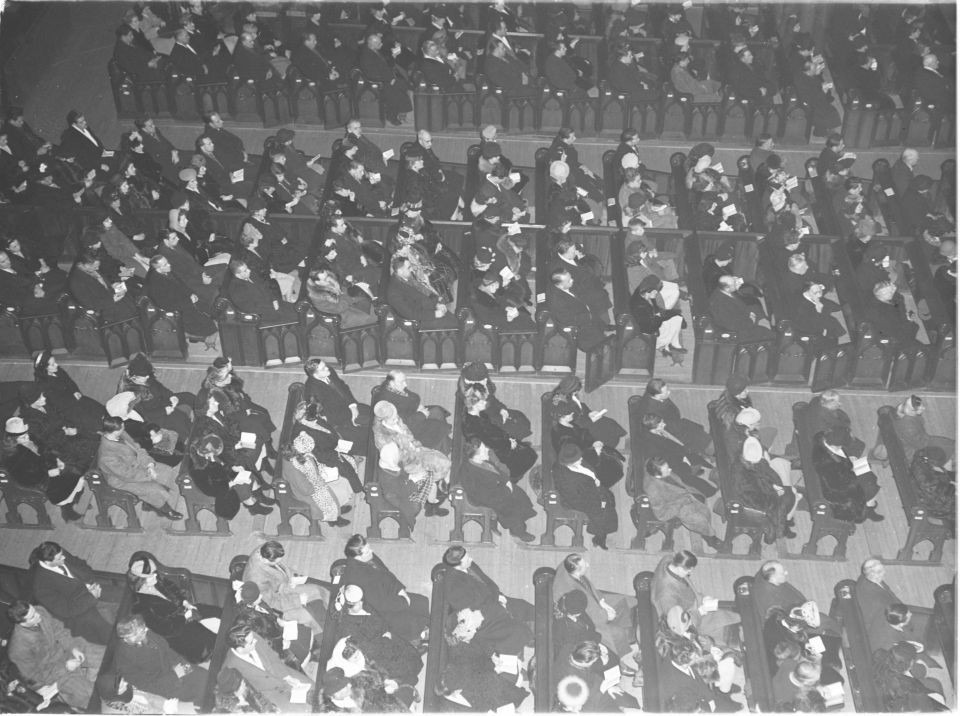
La messe de minuit à la basilique Notre-Dame de Montréal en 1947.

La messe de Minuit du Vatican, célébrée par le pape, est retransmise à la télévision dans tous les pays à prédominance chrétienne (sur France 2 en France). Les messes de Minuit locales ou celles de Bethléem ont aussi une forte dimension symbolique émotionnelle et sont souvent retransmises par la radio ou la télévision.
Au cœur de la nuit, on célèbre le passage des ténèbres à la lumière. Le texte d’Isaïe (9,1-6) annonce la naissance d’un enfant « qui fera se lever une grande lumière sur le peuple ». Il sera appelé « Prince de la paix ». L’Évangile selon Luc (2,1-14) raconte la naissance de Jésus et l’annonce des anges aux bergers. C’est pourquoi la célébration proprement dite commence souvent par une veillée dans l’église, où l’on met en scène la Nativité et où une statue de l’Enfant Jésus nouveau-né est apportée en procession dans la crèche. La proclamation de l’évangile se termine souvent par le chant du Gloire à Dieu.
Une tradition datant du VIIe siècle faisait de la messe de Noël une succession de trois messes : la première messe s’appelait « messe des Anges », la seconde « messe des Bergers » et la troisième « messe du Verbe divin ». Ces trois messes étaient mieux connues sous le nom de « messe de Minuit », « messe de l’Aurore » et « messe du Jour ». Ce n’est qu’au XIXe siècle qu’on prit l’habitude de les dire à la suite au moment de la veillée de Noël. Saint Thomas d'Aquin a conféré à chacune une signification symbolique forte dans la "Somme de Théologie" (III, 83, 2).
En Pologne, la messe de Minuit appelée Pasterka se déroule le 24 décembre.

## Culture
En 1875, Alphonse Daudet publie une nouvelle ayant pour cadre dramatique les trois messes de la nuit de Noël, intitulée "Les Trois Messes basses". La nouvelle sera adaptée au cinéma en 1954.
Marc-Antoine Charpentier a composé une Messe de Minuit, H.9 à 4 voix, flûtes, et violons, pour Noël vers 1690
Guillaume Minoret et Sébastien de Brossard ont composé chacun une Messe de Noël.